# Pambolinae
Pambolinae (лат.) — подсемейство стебельчатобрюхих перепончатокрылых семейства браконид.

## Описание
Мелкие наездники-бракониды. Встречаются во всех зоогеографических областях. Эти наездники являются эндопаразитоидами личинок насекомых.

## Систематика
Иногда рассматривается в качестве трибы Pambolini (включая Chremylini) в составе Exothecinae (из которого некоторые трибы выделяют в отдельные подсемейства: Lysiterminae, Pambolinae, Rhysipolinae, Hormiinae).
- Триба Chremylini
  - Подтриба Cedriina
    - Роды: Apocedria van Achterberg & Chen, 2004[9] — Carinichremylus van Achterberg, 2000[10] — Carinitermus van Achterberg, 2000 — Cedria Wilkinson, 1934 — Chremyloides van Achterberg, 1995 — Chremylomorpha Belokobylskij, 1986[11] — Pseudochremylus van Achterberg, 1995[12]

  - Подтриба Chremylina
    - Роды: Chremylus Haliday, 1833 — Pilichremylus Belokobylskij, 1992
- Триба Pambolini
  - Dimeris Ruthe, 1854
  - Eupambolus Tobias, 1964[13]
  - Notiopambolus  van Achterberg & Quicke, 1990
  - Pambolus Haliday, 1836[14]
- Plesiocedria van Achterberg & Chen, 2004